# Niemce
Niemce – wieś w Polsce położona na Wysoczyźnie Lubartowskiej, w województwie lubelskim, w powiecie lubelskim, w gminie Niemce. 
Wieś jest drugą (po Niedrzwicy Dużej) największą wsią województwa lubelskiego.
W latach 1975–1998 miejscowość należała administracyjnie do województwa lubelskiego.
Miejscowość jest sołectwem, siedzibą gminy Niemce. Według Narodowego Spisu Powszechnego z roku 2011 wieś liczyła 3744 mieszkańców.
Wieś jest siedzibą rzymskokatolickiej parafii św. Ignacego Loyoli i św. Piotra i Pawła w Niemcach.

## Części wsi
| SIMC    | Nazwa  | Rodzaj    |
| ------- | ------ | --------- |
| 0387631 | Leonów | część wsi |
| 0387660 | Włóki  | część wsi |

## Historia
Historycznie położone są w Małopolsce (początkowo w ziemi sandomierskiej, a następnie w ziemi lubelskiej). Według miejscowych legend nazwa wsi wywodzi się z faktu, że po zwycięskiej bitwie pod Grunwaldem król polski Jagiełło polecił osiedlić tutaj tych niemieckich jeńców pojmanych podczas bitwy, których nie było stać na wykupienie się z niewoli. Zajmowali się oni m.in. karczowaniem tutejszych lasów i wyrabianiem smoły z pozyskanego drewna.
Według „Słownika geograficznego Królestwa Polskiego i innych krajów słowiańskich” (t. VII, str. 81) wydanego w 1886 r. wieś składała się z 61 gospodarstw i liczyła 362 mieszkańców, znajdowała się w niej szkoła, gorzelnia i browar. Dobra wsi składały się wówczas z folwarków Niemce i Włóki oraz wsi Wola Niemiecka i Włóki (ta ostatnia zaliczana jest dziś jako część wsi Niemce). 
Na cmentarzu parafialnym znajduje się mogiła żołnierzy Armii Radzieckiej.
Urodził się tu Czesław Sypniewski – polski ślusarz i działacz socjalistyczny, poseł na Sejm PRL V kadencji.

## Transport
We wsi krzyżują się drogi krajowe i wojewódzkie:
- droga krajowa nr 19[13]
- droga wojewódzka nr 828[14]

Przez Niemce przebiega też linia kolejowa nr 30 z przystankiem Niemce oraz stacją Bystrzyca koło Lublina.

## Wspólnoty wyznaniowe
- Kościół rzymskokatolicki:
  - parafia św. Ignacego Loyoli i św. Piotra i Pawła
- Świadkowie Jehowy:
  - zbór Niemce[16]